# Dendronephthya electa
Dendronephthya electa är en korallart som beskrevs av Tixier-Durivault och Prevor 1962. Dendronephthya electa ingår i släktet Dendronephthya och familjen Nephtheidae. Inga underarter finns listade i Catalogue of Life.